# Desa Sindangsari (administrativ by i Indonesien, Jawa Tengah, lat -7,30, long 108,77)
Desa Sindangsari är en administrativ by i Indonesien.   Den ligger i provinsen Jawa Tengah, i den västra delen av landet, 240 km sydost om huvudstaden Jakarta.